# Atoyaquillo, Veracruz
Atoyaquillo är en ort i Mexiko.   Den ligger i kommunen Amatlán de los Reyes och delstaten Veracruz, i den sydöstra delen av landet, 240 km öster om huvudstaden Mexico City. Atoyaquillo ligger 567 meter över havet och antalet invånare är 385.
Terrängen runt Atoyaquillo är varierad. Atoyaquillo ligger nere i en dal. Runt Atoyaquillo är det tätbefolkat, med 570 invånare per kvadratkilometer. Närmaste större samhälle är Córdoba, 7,9 km sydväst om Atoyaquillo. Trakten runt Atoyaquillo består till största delen av jordbruksmark.